# Jennie Garth
Jennifer Eve Garth, bolje znana kot Jennie Garth, ameriška televizijska in filmska igralka, *3. april 1972, Urbana, Illinois, Združene države Amerike.
Najbolje je prepoznavna kot Kelly Taylor iz televizijske serije Beverly Hills, 90210 in kot Valerie Tyler iz televizijske serije Moja super sestra.

## Zgodnje življenje
Jennie Garth se je rodila kot Jennifer Eve Garth tri ure stran od Chicaga, v Urbani, Illinois, staršema Johnu in Carolyn Garth, ki sta prej imela že vsak tri otroke iz prejšnjih zakonov. Odrasla je na petindvajset arov veliki kmetiji v Arcoli, Illinoisu poleg svojih šestih starejših pol-bratov in pol-sester, Johnnyjem, Chuckom, Liso, Cammie, Wendy in Lynn. Čez svoja otroška leta je živela tudi v Tuscoli, Illinoisu. Ko je imela trinajst let so se ona in njena družina preselili v Glendale, Arizona. Tam se je začela udeleževati učnih ur plesa in manekenstva, kjer jo je odkril njen menedžer iz Hollywooda, imenovan Randy James. Šolala se je na šolah Greenway High School in Apollo High School. Kasneje je opustila šolanje na šoli Apollo High School, ko se je z mamo preselila v Los Angeles, da bi delala z Randyjem Jamesom in tako postala igralka. Po nekaj letih je diplomirala v Kalifornji, tako je postala igralka. Takrat je začela hoditi na učne ure igranja in skoraj vsak dan odšla na eno avdicijo. Ko je štiri mesece živela v Los Angelesu, je dobila vlogo Erice McCray v NBC-jevi seriji A Brand New Life (1989–1990). Zaigrala je v osmih epizodah serije.

## Kariera
Jennie Garth je svojo prvo vlogo dobila v televizijski seriji Growing Pains, kjer je upodobila Denise. Pojavila se je tudi v osmih epizodah televizijske serije A Brand New Life kot Erica McCray. Nato je odšla na avdicijo za vlogo Kelly Kapowski v seriji Saved by the Bell, vendar jo je nazadnje dobila njena sodelavka iz televizijske serije Beverly Hills, 90210, Tiffani Thiessen.
V letu 1990 je dobila vlogo Kelly Taylor v televizijski seriji Beverly Hills, 90210. Čez serijo se je njen lik soočil z več težavami, kot so stradanje ter težave z družino in njenim ljubezenskim življenjem. Jennie Garth prikaže izjemno razumevanje do likovih vzponov in padcev in je upodobila Kelly na nežen način, zaradi česar je postala ena izmed najbolj razvitih in najpopularnejših likov v seriji. Jennie Garth se je poleg Iana Zieringa, Tori Spelling in Briana Austina Greena pojavila v vseh desetih sezonah serije in v njej igrala vse do konca, leta 2000. Prejela je nagrado Young Artist Award in nominacijo za nagrado Teen Choice Awards, oboje za svojo upodobitev Kelly Taylor v epizodi Beverly Hills, 90210. Kelly Taylor je upodobila tudi v seriji Melrose Place in 90210, v obeh pa je njen lik kontinuitetna ikona in se od leta 2009 pojavila v večini epizod franšize. Poleg tega je Jennie Garth postala prva ženska članica serije Beverly Hills, 90210.
Zaradi njene uspešne vloge v serije Beverly Hills, 90210 so se ji v devetdesetih odprla vrata v mnogih televizijskih filmih, vključno s filmi Danielle Steel's Star (1993), Without Consent (1994), Falling for You (1995) in An Unfinished Affair (1996). Dobila je tudi manjše in stranske vloge v filmih, kot so Telling You (1998), My Brother's War (1997) in Power 98 (1996).
V letu 1994 se je pojavila na prireditvi Wrestlemania X v parku New York City's Madison Square Garden.
Leta 2002 je Jennie Garth zaigrala v komični televizijski seriji, Moja super sestra, kjer je dobila vlogo Valerie Tyler. Skupaj s so-igralko, Amando Bynes, je v seriji igrala v vseh štirih epizodah. Serija se osredotoči na razmerje sester Tyler, njuna prijateljstva in romance. V letu 2003 je zaigrala v televizijskem filmu The Last Cowboy in v božični družinski drami Secret Santa, kjer je zaigrala novinarko. Skupaj s sodelavci iz filma Secret Santa je leta 2004 dobila nagrado CAMIE Award.
Leta 2005 je glas posodila svojemu liku iz televizijske serije Beverly Hills, 90210, Kelly Taylor ter dodatni vlogi v televizijskem filmu Family Guy Presents Stewie Griffin: The Untold Story. V filmu so poleg nje igrali tudi igralci, kot so Alex Borstein, Mila Kunis in Drew Barrymore. Leta 2007 je Jennie Garth zaigrala tudi v najstniškem dramskem televizijskem filmu Girl, Positive, kjer je igrala učiteljico, ki je imela virus HIV. Ona in njena soigralka Andrea Bowen (najbolje prepoznavna po svoji vlogi v televizijski seriji Razočarane gospodinje) sta dobili nagrado Prism Award za svoja nastopa.
V septembru 2008 je Jennie Garth ponovno zaigrala vlogo Kelly Taylor v CW Networkovi televizijski seriji 90210. V novi seriji je njen lik, Kelly Taylor svetovalka na šoli West Beverly High, kjer se takrat šola tudi njena pol-sestra, Erin Silver. Kelly je bila ponovno predstavljena v seriji s svojim štiriletnim sinom, katerega oče je njen bivši fant, Dylan McKay. Ustvarjalci serije so želeli, da bi se v nekaterih scenah pojavila skupaj s svojo sodelavko iz televizijske serije Beverly Hills, 90210, Shannen Doherty, ki je sicer zaigrala Brendo Walsh. Tori Spelling, ki je igrala Donno Martin, se je kasneje pojavila v televizijski seriji, njen lik pa se je pojavil v stranski vlogi. Jennie Garth je Kelly Taylor zaigrala tudi v drugi sezoni serije.
Jennie Garth se je 21. novembra tistega leta pojavila v ameriški oddaji Are You Smarter Than a 5th Grader?. Za svoja dobrodelna dela je s strani organizacije American Heart Association dobila 100.000 $. V seriji je Jennie Garth povedala, da ima v lasti ranč v Santa Barbari, Kalifornija.
Leta 2009 je zaigrala Natasho v spletni seriji Candace Bushnell, The Broadroom, ki je premiero doživela septembra.
V januarju 2010 je Jennie Garth začela s spletno serijo preko NBC Universala, imenovana Garden Party. Serija je izšla preko iVillagea in se vrti okoli mnogih kmetij, zelenjave in tega, kako lahko starši svojim otrokom promovirajo zdravo prehranjevanje. Serija Garden Party se vsak mesec osredotoči na drugo zelenjavo, sponzorira pa jo organizacija Hidden Valley Ranch.

## Dancing with the Stars
Jennie Garth se je v letu 2007 pojavila v peti sezoni ameriške televizijske oddaje Dancing with the Stars, kjer je plesala z Derekom Houghom. Jennie Garth je dosledno dobivala visoke rezultate čez celotno tekmovanje in bila ena izmed redkih tekmovalk, ki so se borile za osmice in ostale v drugem tednu. Iz serije je odšla po devetih tednih in se prebila med prve štiri tekmovalce izmed dvanajstih in dobila prvi najboljši rezultat pri plesu čačača, medtem ko je Marie Osmond (ki je po treh tednih pristala na zadnjem mestu) ostala na tekmovanju. Občinstvo ji je dodelilo stoječe ovacije. Sodnik Len Goodman je dejal, da »to ni bil njen čas za to, da bi zapustila tekmovanje«. V svojem montažnem videu je Derek Hough dejal, da je zelo ponosen na njeno čustveno izboljšanje in da se je njen ples iz sedmice izboljšal na desetico.

### Nastopi
| Ples/pesem | Ocene sodnikov                                                  | Ocene sodnikov | Ocene sodnikov | Rezultat |              |
| Ples/pesem | Inaba                                                           | Goodman        | Tonioli        | Rezultat |              |
| 1          | Čačača/ »Uptown Girl«                                           | 7              | 7              | 7        |              |
| 2          | Quickstep/ »Suddenly I See«                                     | 7              | 7              | 7        |              |
| 3          | Tango/ »Cite Tango«                                             | 9              | 8              | 9        |              |
| 4          | Paso Doble/ »Because We Can«                                    | 8              | 10             | 9        |              |
| 5          | Samba/ »Cosmic Girl«                                            | 8              | 9              | 8        |              |
| 6          | Mambo/ »Mambo Baby«                                             | 9              | 9              | 9        |              |
| 7          | Viennese Waltz/ »Runaway« Rumba/ »Fallen«                       | 8 9            | 8 9            | 9 10     | Zadnje mesto |
| 8          | Jive/ »It Takes Two« Foxtrot/ »I've Got You Under My Skin«      | 8 9            | 8 9            | 8        | Zadnje mesto |
| 9          | Tango/ »The Take Over, The Breaks Over« čačača/ »Mustang Sally« | 9 10           | 10             | 9 10     | Konec        |

## Popularnost
Jennie Garth se je uvrstila na devetinpetdeseto mesto FHM-jeve lestvice »100 najprivlačnejših žensk leta 2000« in na triindevetdesetem mestu lestvice »100 najprivlačnejših žensk leta 2001«.

## Zasebno življenje
16. aprila 1994 se je Jennie Garth poročila z glasbenikom Danielom B. Clarkom. Razšla sta se leta 1995 in Jennie Garth je leta 1996 vložila zahtevo za ločitev. Leta 1996 je Jennie Garth na snemanju filma An Unfinished Affair spoznala igralca Petra Facinellija, s katerim sta pričela hoditi. Spremenila se je v katoličanko in se 20. januarja 2001 poročila s Petrom Facinellijem s katoliško ceramonijo. Zakonca, ki sta poročena še danes, imata tri hčerke: Luco Bello (rojena 29. junija 1997), Lolo Ray (rojena 6. decembra 2002) in Fiono Eve (rojena 30. septembra 2006). Jennie Garth je delovna uporabnica in oglaševalka izdelkov za nego las znamke Wen.

## Filmografija

### Filmi
| Leto | Naslov                                               | Vloga               | Opombe            |
| ---- | ---------------------------------------------------- | ------------------- | ----------------- |
| 1989 | Just Perfect                                         | Girl                | Televizijski film |
| 1993 | Danielle Steel's Star                                | Crystal Wyatt       | Televizijski film |
| 1994 | Without Consent                                      | Laura Mills         | Televizijski film |
| 1995 | Lies of the Heart: The Story of Laurie Kellogg       | Laurie Kellogg      | Televizijski film |
| 1995 | Falling for You                                      | Meg Crane           | Televizijski film |
| 1996 | A Loss of Innocence                                  | Chelnicia Bowen     | Televizijski film |
| 1996 | An Unfinished Affair                                 | Sheila Hart         | Televizijski film |
| 1996 | Power 98                                             | Sharon Penn         |                   |
| 1997 | My Brother's War                                     | Mary Fagan Bailey   |                   |
| 1998 | Telling You                                          | Amber               |                   |
| 2001 | Watching Detectives                                  | Celeste             |                   |
| 2002 | How High                                             | Elle                | Televizijski film |
| 2003 | Secret Santa                                         | Rebecca Chandler    | Televizijski film |
| 2003 | The Last Cowboy                                      | Jackie Cooper       | Televizijski film |
| 2005 | Family Guy Presents Stewie Griffin: The Untold Story | Kelly Taylor (glas) | Televizijski film |
| 2007 | Girl, Positive                                       | Sarah Bennett       | Televizijski film |
| 2011 | Mulligan                                             | Nepoznana           | Končano           |

### Televizija
| Leto         | Naslov                              | Vloga               | Opombe                     |
| ------------ | ----------------------------------- | ------------------- | -------------------------- |
| 1989         | Growing Pains                       | Denise              | 1 epizoda                  |
| 1989–1990    | A Brand New Life                    | Ericka McCray       | 6 epizod                   |
| 1990         | Teen Angel                          | Karrie Donato       |                            |
| 1990–2000    | Beverly Hills, 90210                | Kelly Taylor        | 292 epizod                 |
| 1992         | Melrose Place                       | Kelly Taylor        | 3 epizode                  |
| 1993         | Teen Angel Returns                  | Karrie Donato       |                            |
| 1994         | WrestleMania X                      | Ona                 |                            |
| 2000         | The Street                          | Gillian             | 8 epizoda                  |
| 2002–2006    | Moja super sestra                   | Valerie »Val« Tyler | 87 epizod                  |
| 2008         | Are You Smarter Than a 5th Grader?! | Ona                 |                            |
| 2008–2010    | 90210                               | Kelly Taylor        | 20 epizoda                 |
| 2009         | The Broadroom                       | Natasha             | Spletna serija (4 epizode) |
| 2010 - danes | Garden Party                        | Ona                 | NBC-jeva spletna serija    |

## Nagrade in nominacije
| Leto | Nagrada                                        | Osvojila? | Kategorija                                                      |
| ---- | ---------------------------------------------- | --------- | --------------------------------------------------------------- |
| 1991 | Young Artist Awards                            | Ne        | Najboljši nastop igralke                                        |
| 1991 | Young Artist Awards                            | Da        | Najboljša mlada igralka v televizijski seriji                   |
| 1991 | Young Artist Awards                            | Ne        | Najboljša mlada igralka v televizijski seriji                   |
| 1993 | Young Artist Awards                            | Da        | Najljubša mlada igralska zasedba v televizijski seriji          |
| 1993 | Young Artist Awards                            | Da        | Najboljša mlada igralka v televizijski seriji                   |
| 1994 | Young Artist Awards                            | Ne        | Najboljša mlada igralka v televizijski seriji                   |
| 1998 | Young Artist Awards                            | Ne        | Najboljši nastop v televizijski seriji - Stranska mlada igralka |
| 1999 | Zlati globus                                   | Ne        | Izstopajoča igralska zasedba v televizijski seriji              |
| 1999 | Teen Choice Awards                             | Da        | Televizija - Izbira igralke                                     |
| 2004 | Character and Morality in Entertainment Awards | Da        | Najboljša igralska zasedba                                      |
| 2008 | Prism Awards                                   | Da        | Izstopajoči nastop v miniseriji                                 |